# Live at the Fillmore East
Live at the Fillmore East – dwupłytowy album koncertowy zawierający część nagrań z występów Jimiego Hendriksa w Fillmore East z 31 grudnia 1969 i 1 stycznia 1970.

## Lista utworów
Autorem wszystkich utworów, chyba że zaznaczono inaczej jest Jimi Hendrix.
| CD1 | CD1                              | CD1     |
| Nr  | Tytuł utworu                     | Długość |
| --- | -------------------------------- | ------- |
| 1.  | „Stone Free”                     | 12:56   |
| 2.  | „Power of Soul”                  | 6:19    |
| 3.  | „Hear My Train A Comin'”         | 9:02    |
| 4.  | „Izabella”                       | 3:40    |
| 5.  | „Machine Gun”                    | 12:36   |
| 6.  | „Voodoo Child (Slight Return)”   | 6:01    |
| 7.  | „We Gotta Live Together” (Miles) | 9:55    |
|     |                                  | 1:00:29 |

| CD2 | CD2                            | CD2     |
| Nr  | Tytuł utworu                   | Długość |
| --- | ------------------------------ | ------- |
| 1.  | „Auld Lang Syne” (Traditional) | 3:54    |
| 2.  | „Who Knows”                    | 3:55    |
| 3.  | „Changes”                      | 5:38    |
| 4.  | „Machine Gun”                  | 13:35   |
| 5.  | „Stepping Stone”               | 5:20    |
| 6.  | „Stop” (Ragavoy/Shuman)        | 5:43    |
| 7.  | „Earth Blues”                  | 5:48    |
| 8.  | „Burning Desire”               | 8:22    |
| 9.  | „Wild Thing” (Taylor)          | 3:06    |
|     |                                | 55:21   |

## Twórcy
- Jimi Hendrix – gitara, śpiew
- Billy Cox – gitara basowa, śpiew w tle
- Buddy Miles – perkusja, śpiew

## Daty nagrań poszczególnych utworów
- 31 grudnia 1969 (1. występ): „Hear My Train A Comin'”, „Izabella”, „Changes”
- 31 grudnia 1969 (2. występ): „Auld Lang Syne”, „Who Knows”, „Machine Gun” (CD2)
- 1 stycznia 1970 (1. występ): „Power of Soul”, „Stepping Stone”, „Stop”, „Burning Desire”
- 1 stycznia 1970 (2. występ): „Stone Free”, „Machine Gun” (CD1), „Voodoo Child (Slight Return)”, „We Gotta Live Together”, „Earth Blues”, „Wild Thing”

## Źródła
- John McDermott, Live at the Fillmore East, wyd. 2CD, książeczka, MCA Records, Experience Hendrix, 1999 (ang.). Brak numerów stron w książce